# 一ノ瀬茜
一ノ瀬 茜（いちのせ あかね、1977年8月8日 - ）は、日本の元AV女優。

## 概歴・略歴
東京都出身。1997年に『豊乳さぐり』でAVデビュー。
デビューまでの生い立ちについては（永沢光雄『AV女優2』）に詳しい。

## 作品

### アダルトビデオ
- 豊乳さぐり（1997年9月12日、アリスJAPAN）
- 爆乳アニマル（1997年10月17日、MAX-A / サマンサ）
- 灼熱（1997年11月14日、アリスJAPAN）
- 爆乳コスプレイヤーズ 2（1997年、シャイ企画）
- 宅配ソープでございます（1998年7月31日、アトラス21 / ザウルス）
- パイズリ風俗天国（笠倉出版社 1999年7月21日　風俗嬢時代の源名「カナ」名義での出演）

### 書籍
- AV女優2 (文春文庫) ISBN 4167493039 永沢 光雄 (著) による彼女の半生がインタビューされている。